# Dia Mundial de la Síndrome de Down
El Dia Mundial de la Síndrome de Down definit per l'Assemblea General de les Nacions Unides per al 21 de març, se celebra des del 2012.
L'objectiu és augmentar la consciència pública sobre la qüestió i recordar la dignitat inherent, la vàlua i les valuoses contribucions de les persones amb discapacitat intel·lectual com a promotors del benestar i de la diversitat de les seves comunitats. També vol ressaltar la importància de la seva autonomia i independència individual, en particular la llibertat de prendre les seves pròpies decisions.

## Origen
En desembre de 2011 l'Assemblea General va designar el 21 de març. Es va escollir el dia 21 del mes 3 perquè l'alteració genètica causant de la síndrome és la 21 i el parell cromosomàtic té 3 cromosomes. La idea original va ser proposada per Stylianos E. Antonarakis, metge genetista a Suïssa i adoptat per ART21, el seu grup de pacients.
Els primers esdeveniments es van realitzar en 1992, Ginebra. Cada any, durant els dies anteriors i posteriors a la data, les organitzacions relacionades organitzen i participen en esdeveniments per conscienciar de l'existència i necessitats que la Síndrome de Down provoca.

## Temes per any
| any  | tema |
| ---- | --- |
| 2021 | Connectar |
| 2020 | Vam decidir |
| 2019 | No deixar ningú enrere |
| 2018 | Què aporto jo a la meva comunitat |
| 2017 | La meva veu la meva comunitat. Habilitar les persones perquè puguin expressar-se, ser escoltats i influir en la política i l'acció de govern, per tal que s'integrin plenament en les comunitats |
| 2016 | Els meus Amics, la meva Comunitat. Els beneficis dels entorns inclusius per als nens del present i dels adults de demà.                                                                          |
| 2015 | Les meves oportunitats, les meves opcions. Gaudir de plena igualtat de drets i el paper de les famílies.                                                                                         |

## Síndrome de Down
La síndrome es va descobrir el 1959 com un desordre de cromosomes i és un tema d'actualitat permanent que afecta en el dia a dia de forma molt variada en un ampli rang de persones a tot el món. Es calcula que un de cada 733 nadons neixen amb aquesta síndrome. Només als Estats Units hi ha més de 400.000 persones amb aquesta síndrome.